# 訃報 2002年2月
訃報 2002年2月（ふほう 2002ねん2がつ）では、2002年（平成14年）2月中に物故した、又は物故が報じられた人物についてまとめる。

## （1日 - 14日）

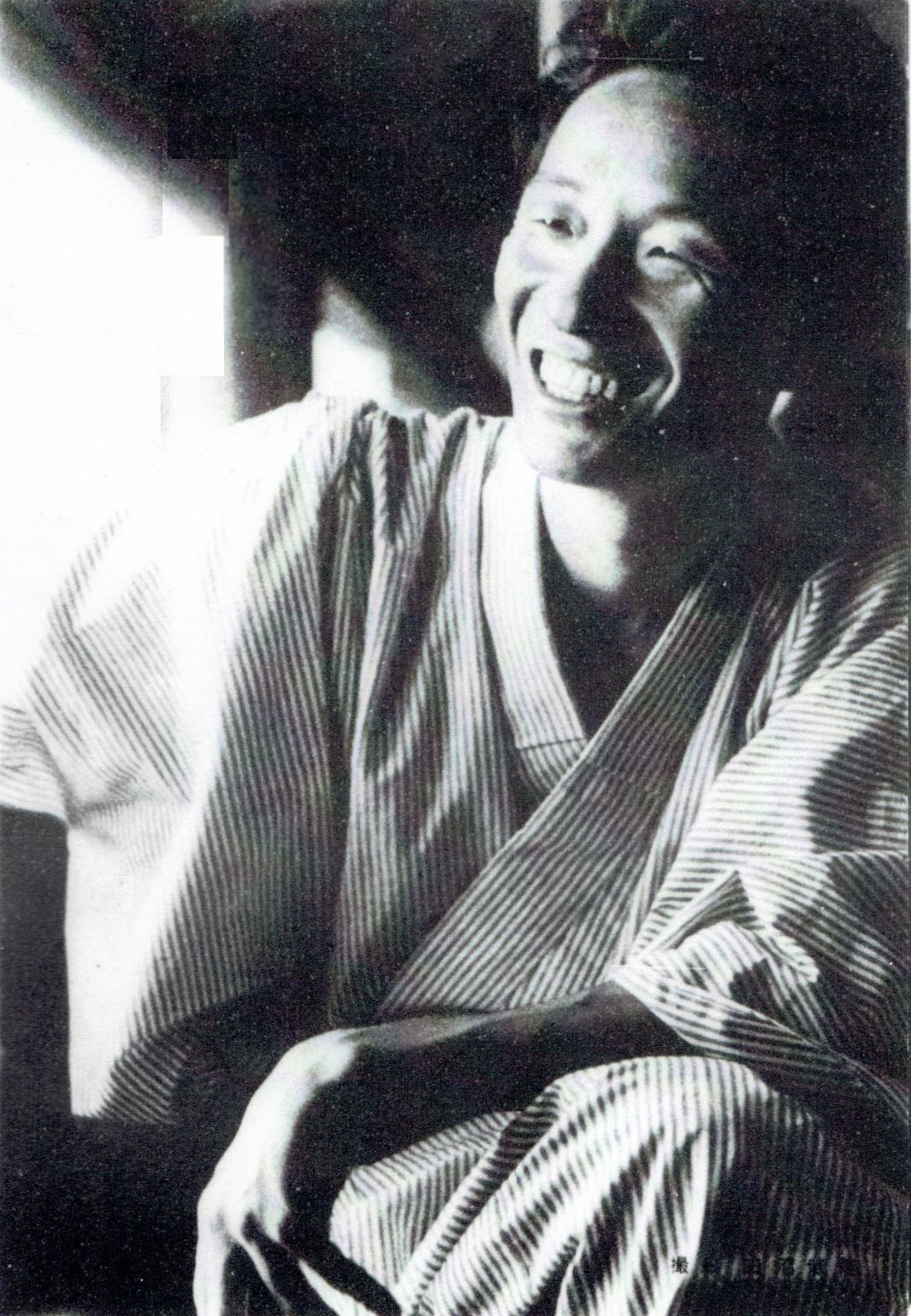
近藤啓太郎／2月1日没

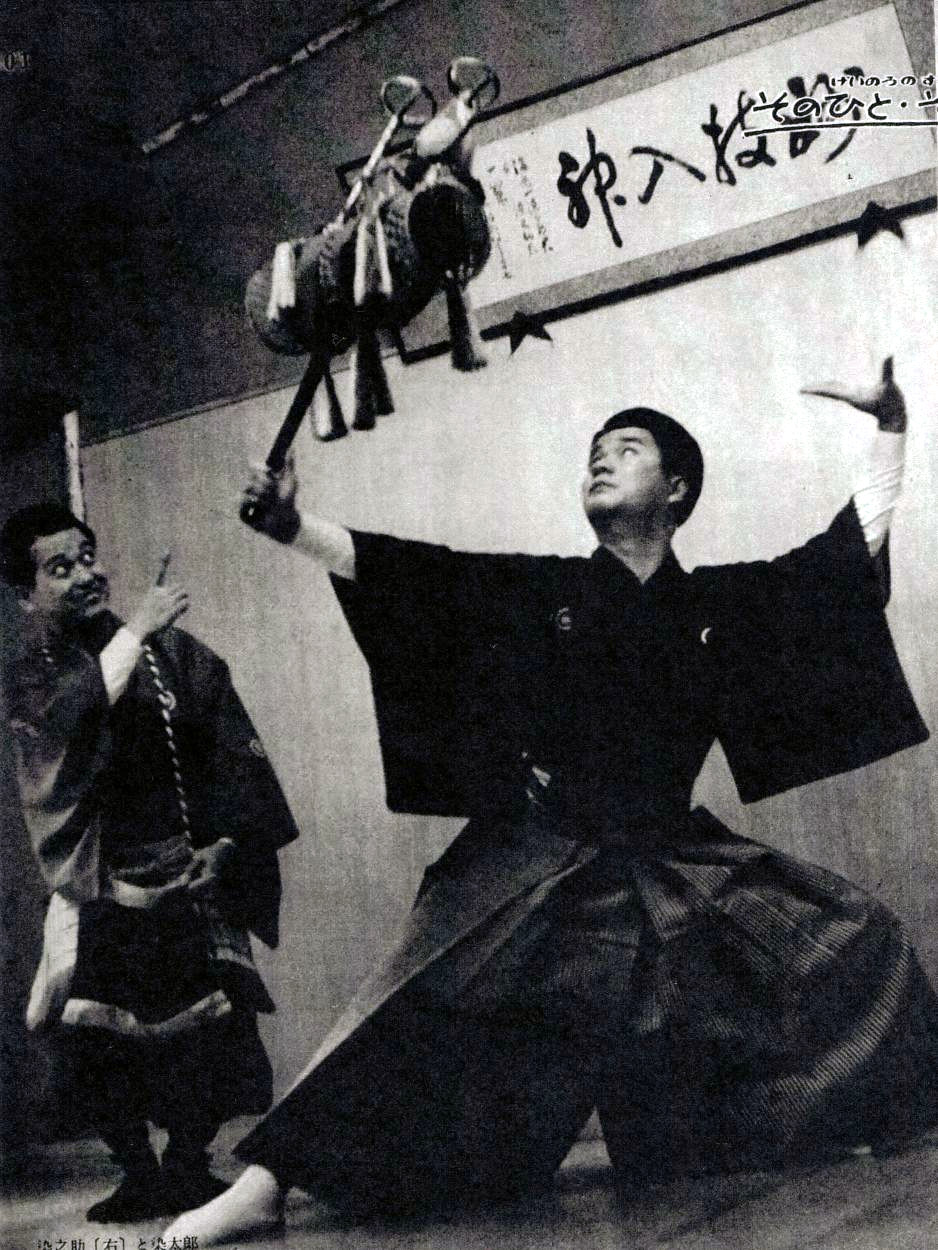
海老一染太郎（左）／2月2日没

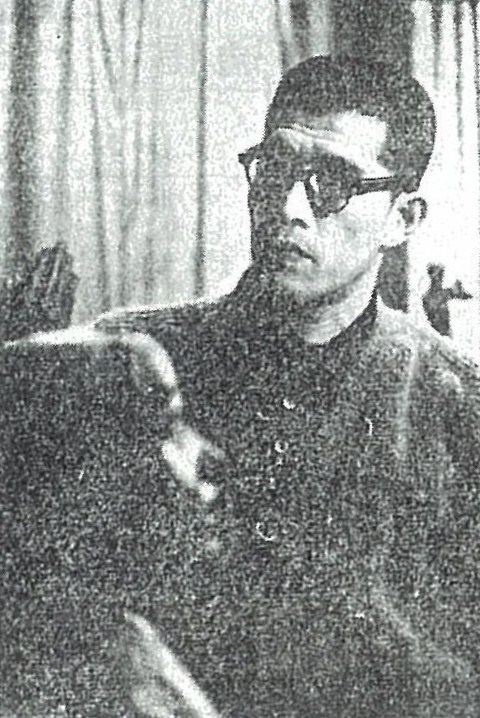
舟越保武／2月5日没

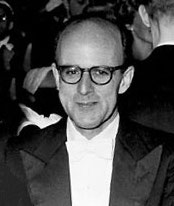
マックス・ペルーツ／2月6日没

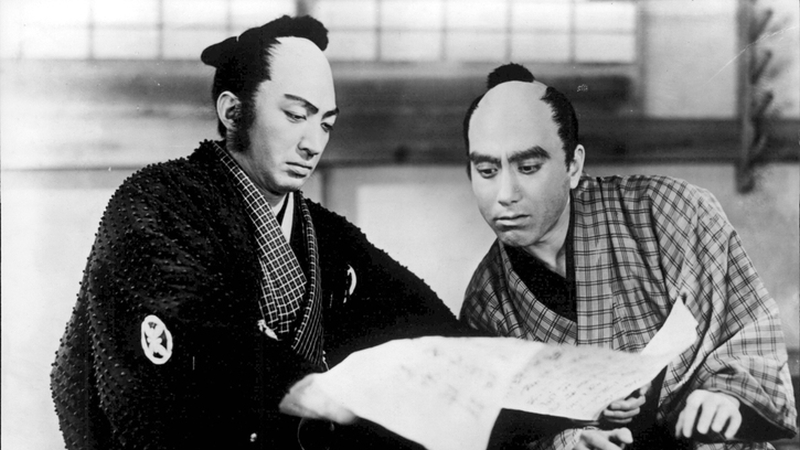
原健策（左）／2月7日没

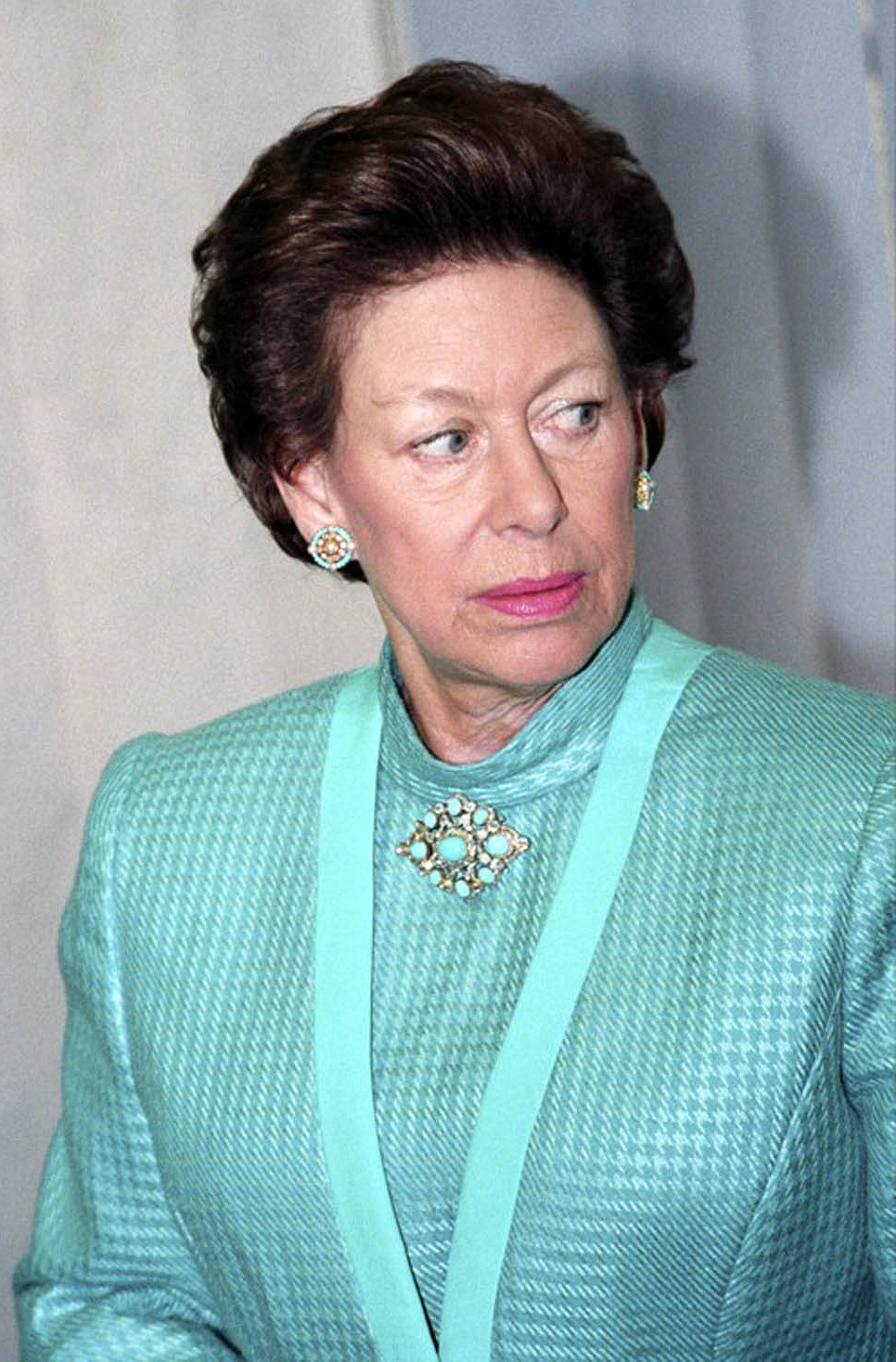
マーガレット／2月9日没

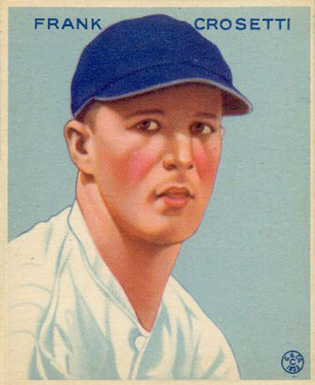
フランキー・クロセッティ／2月11日没

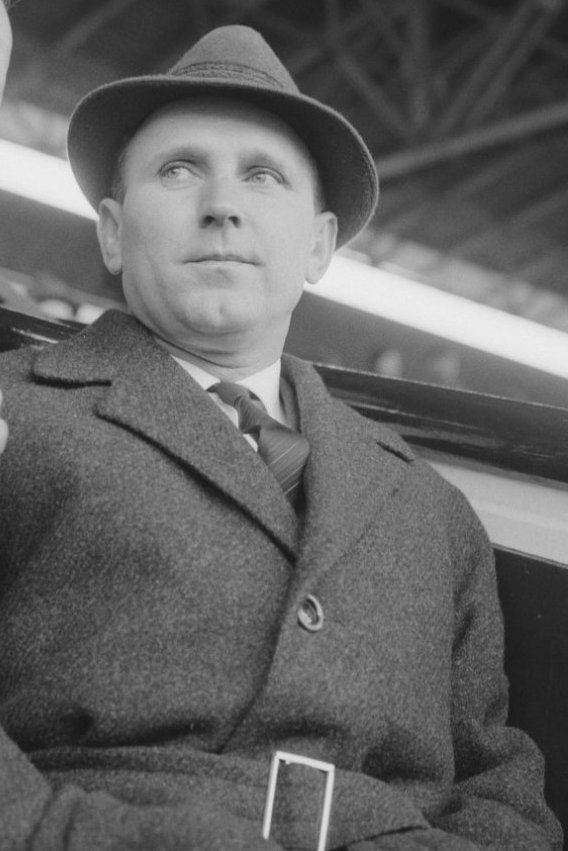
ヒデクチ・ナーンドル／2月14日没

- 2月1日 - 近藤啓太郎、作家（* 1920年）
- 2月2日 - 海老一染太郎、曲芸師（* 1932年）
- 2月5日 - 舟越保武、彫刻家（* 1912年）
- 2月5日 - 石川京一、政治家（* 1918年）
- 2月6日 - マックス・ペルーツ、化学者（* 1914年）
- 2月6日 - 峰恵研、俳優・声優（* 1935年）
- 2月6日 - 柏原祐泉、浄土真宗の仏教史学者（* 1916年）
- 2月7日 - 原健策、俳優（* 1905年）
- 2月7日 - 田部文一郎、実業家（* 1907年）
- 2月8日 - 上林繁次郎、プロ野球選手、政治家（* 1917年）
- 2月9日 - 池田恒雄、ジャーナリスト、実業家（* 1911年）
- 2月9日 - マーガレット、イギリス王女（* 1930年）
- 2月9日 - 村上正名、教育学者・郷土史家（* 1918年）
- 2月10日 - 沢田広、政治家（* 1918年）
- 2月10日 - トラウデル・ユンゲ、ナチス・ドイツ総統アドルフ・ヒトラーの秘書（* 1920年）
- 2月11日 - フランキー・クロセッティ、メジャーリーガー（* 1910年）
- 2月11日 - 伊藤弥四夫、版画家・美術教育者（* 1929年）
- 2月13日 - 東郷正延、ロシア語学者（* 1908年）
- 2月14日 - 小倉武一、官僚、経済学者（* 1910年）
- 2月14日 - ギュンター・ヴァント、指揮者（* 1912年）
- 2月14日 - ヒデクチ・ナーンドル、サッカー選手・指導者（* 1922年）
- 2月14日 - アブドゥール・ラフマン、政治家、アフガニスタン航空相（* 1953年）
- 2月14日 - 渋谷邦蔵、地方政治家・初代清瀬市長（* 1912年）
- 2月14日 - 西丸四方、医学者・精神科医（* 1910年）

## （15日 - 28日）

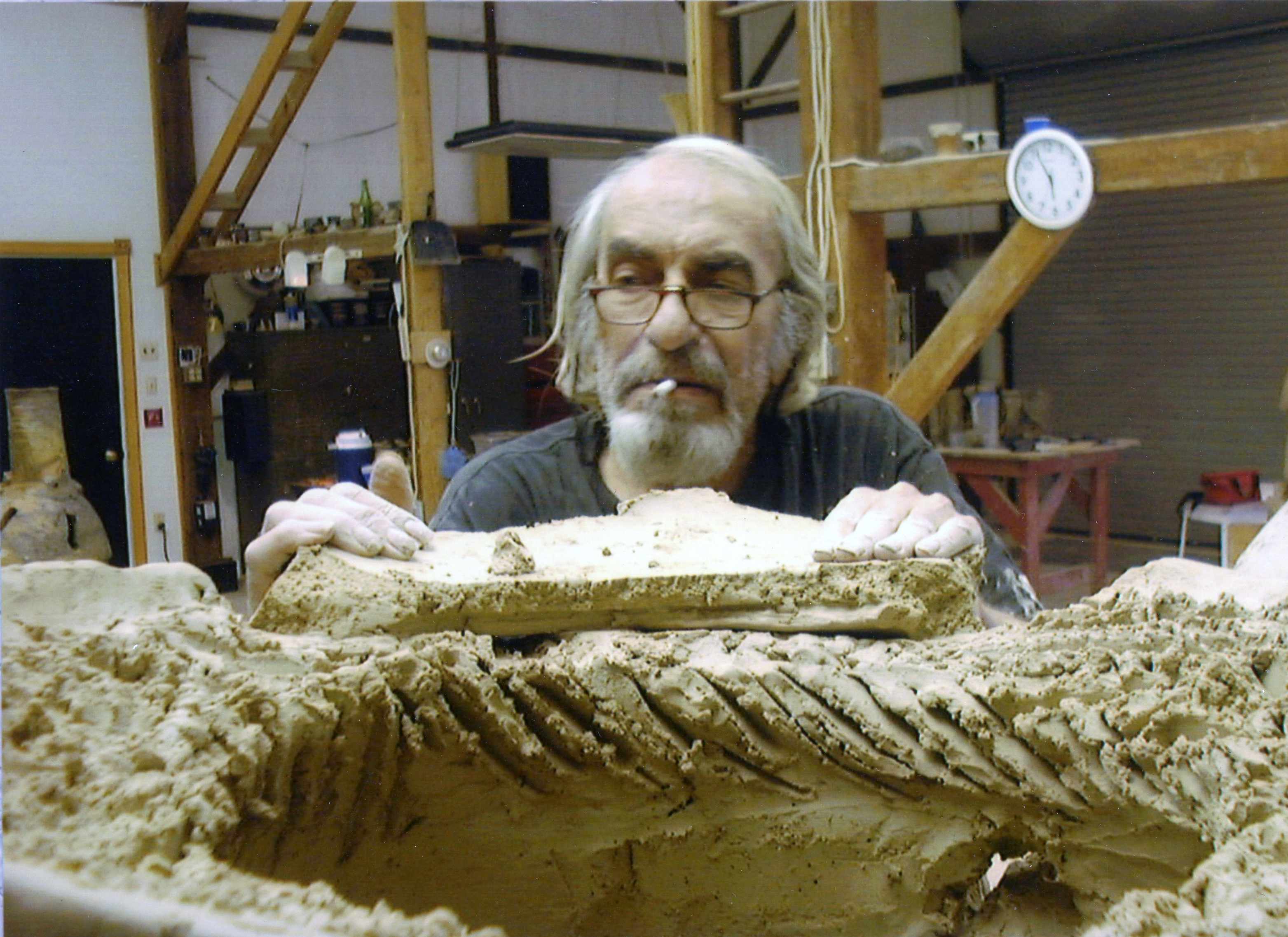
ピーター・ヴォーコス／2月16日没

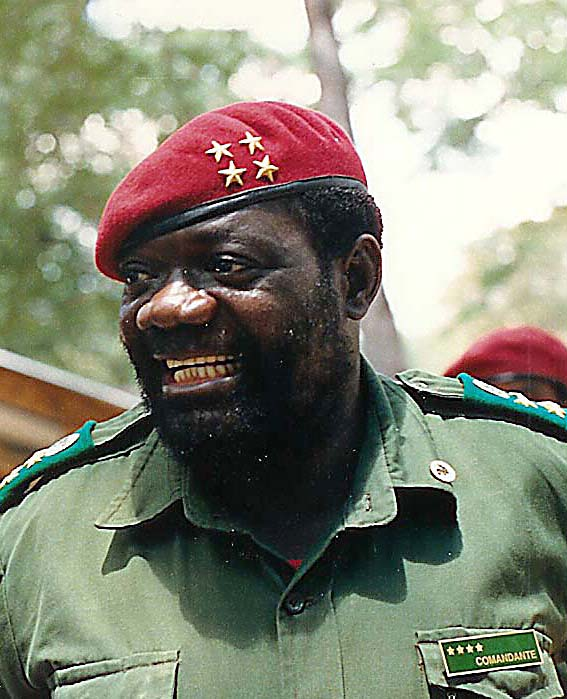
ジョナス・サヴィンビ／2月22日没

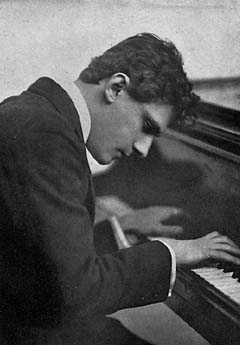
レオ・オーンスタイン／2月24日没

- 2月15日 - 2代目根津嘉一郎、東武鉄道社長（* 1913年）
- 2月15日 - 熊川好生、元浦安市市長（* 1932年）
- 2月15日 - 気賀健三、経済学者（* 1908年）
- 2月15日 - 尚道子、料理研究家・たこさんウィンナー考案者（* 1920年）
- 2月15日 - ハワード・K・スミス、ジャーナリスト（* 1914年）
- 2月16日 - ピーター・ヴォーコス、美術家（* 1924年）
- 2月16日 - ウォルター・ウィンターボトム、元サッカー選手・サッカー指導者（* 1913年）
- 2月16日 - ジョン・ウィリアム・ガードナー、政治家（* 1912年）
- 2月18日 - 日幡光顕、陶芸家・郷土史家（* 1920年）
- 2月19日 - ロイド・L・リチャードソン、編集技師（* 1915年）
- 2月19日 - 柳谷寛、俳優（* 1911年）
- 2月20日 - 福村虎治郎、英語学者（* 1914年）
- 2月22日 - 進藤貞和、実業家（* 1910年）
- 2月22日 - ジョナス・サヴィンビ、アンゴラ全面独立民族同盟(UNITA)の指導者（* 1934年）
- 2月22日 - チャック・ジョーンズ、アニメーター・アニメ映画監督（* 1912年）
- 2月22日 - 北山愛郎、政治家（* 1905年）
- 2月22日 - 生田乃木次、日本海軍士官・戦闘機操縦士（* 1905年）
- 2月22日 - 奥貫賢一、官僚（* 1906年）
- 2月23日 - 山口森三、政治家（* 1907年）
- 2月24日 - レオ・オーンスタイン、ピアニスト・作曲家（* 1893年）
- 2月24日 - 片野饗一、銀行家（* 1915年）
- 2月24日 - 玉井祐吉、実業家・政治家（* 1915年）
- 2月26日 - 成田亨、デザイナー・彫刻家（* 1929年）
- 2月26日 - 桃井斉、地球化学者（* 1930年）
- 2月26日 - オスカル・ザラ、トラウトニウム奏者（* 1910年）
- 2月26日 - ヘレン・メーガウ、結晶学者（* 1907年）
- 2月27日 - スパイク・ミリガン、コメディアン・作家・俳優（* 1918年）
- 2月27日 - 上西亮二、経営者（* 1907年）